# Augustus Seymour Porter
Augustus Seymour Porter, född 18 januari 1798 i Canandaigua, New York, död 18 september 1872 i Niagara Falls, New York, var en amerikansk politiker (whig). Han representerade delstaten Michigan i USA:s senat 1840–1845. Han var brorson till Peter Buell Porter som var USA:s krigsminister 1828–1829.
Porter utexaminerades 1818 från Union College i Schenectady. Han studerade sedan juridik och inledde sin karriär som advokat i Detroit. Han var borgmästare i Detroit 1838–1839. Michigans lagstiftande församling kunde 1839 inte enas om en efterträdare till Lucius Lyon i USA:s senat. Till sist valdes Porter som tillträdde i januari 1840. Han kandiderade inte till omval och efterträddes 1845 som senator av Lewis Cass.
Porter flyttade 1848 till Niagara Falls, New York. Han gravsattes på Oakwood Cemetery i Niagara Falls.